# 奇亞籽

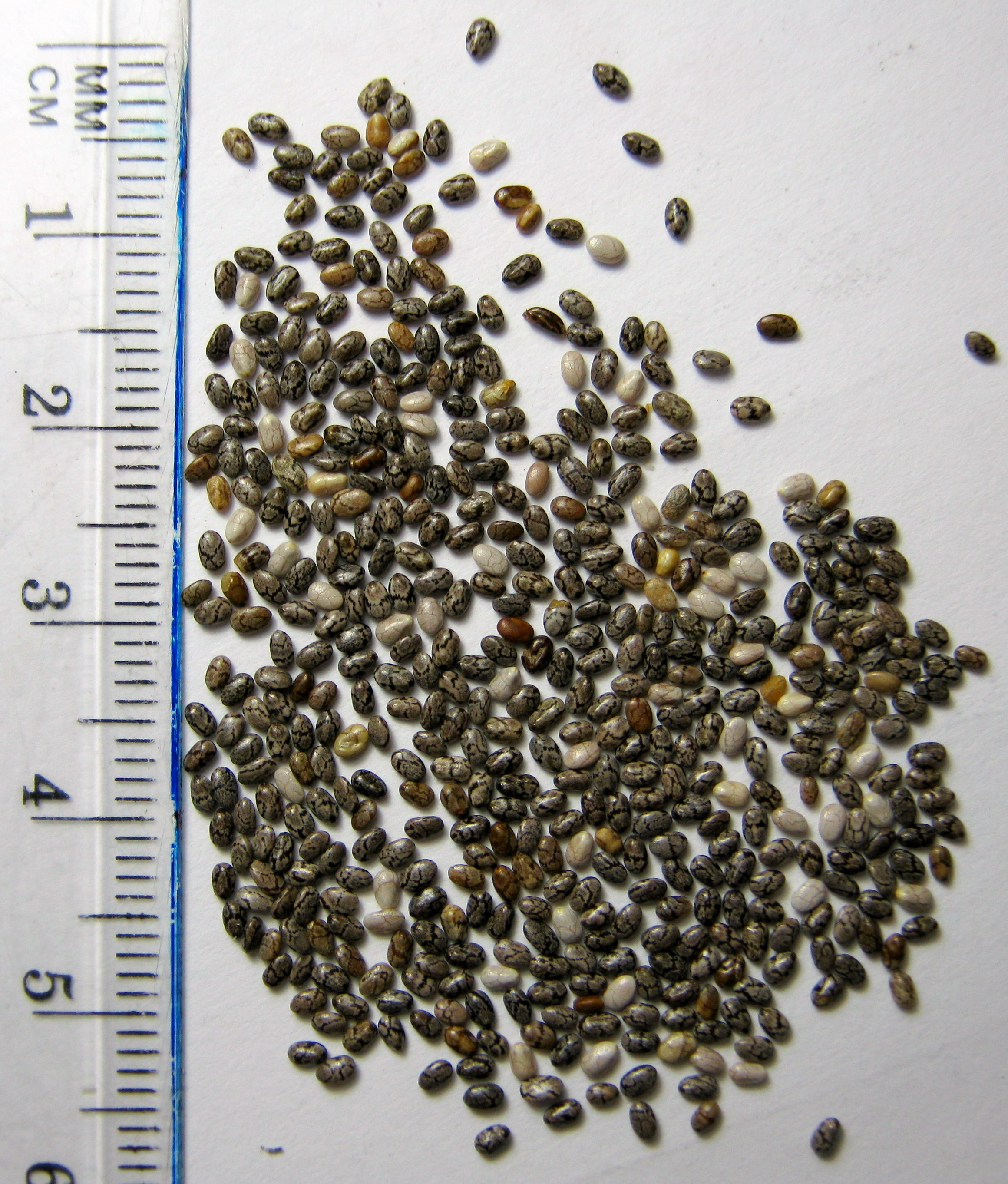
奇亞籽

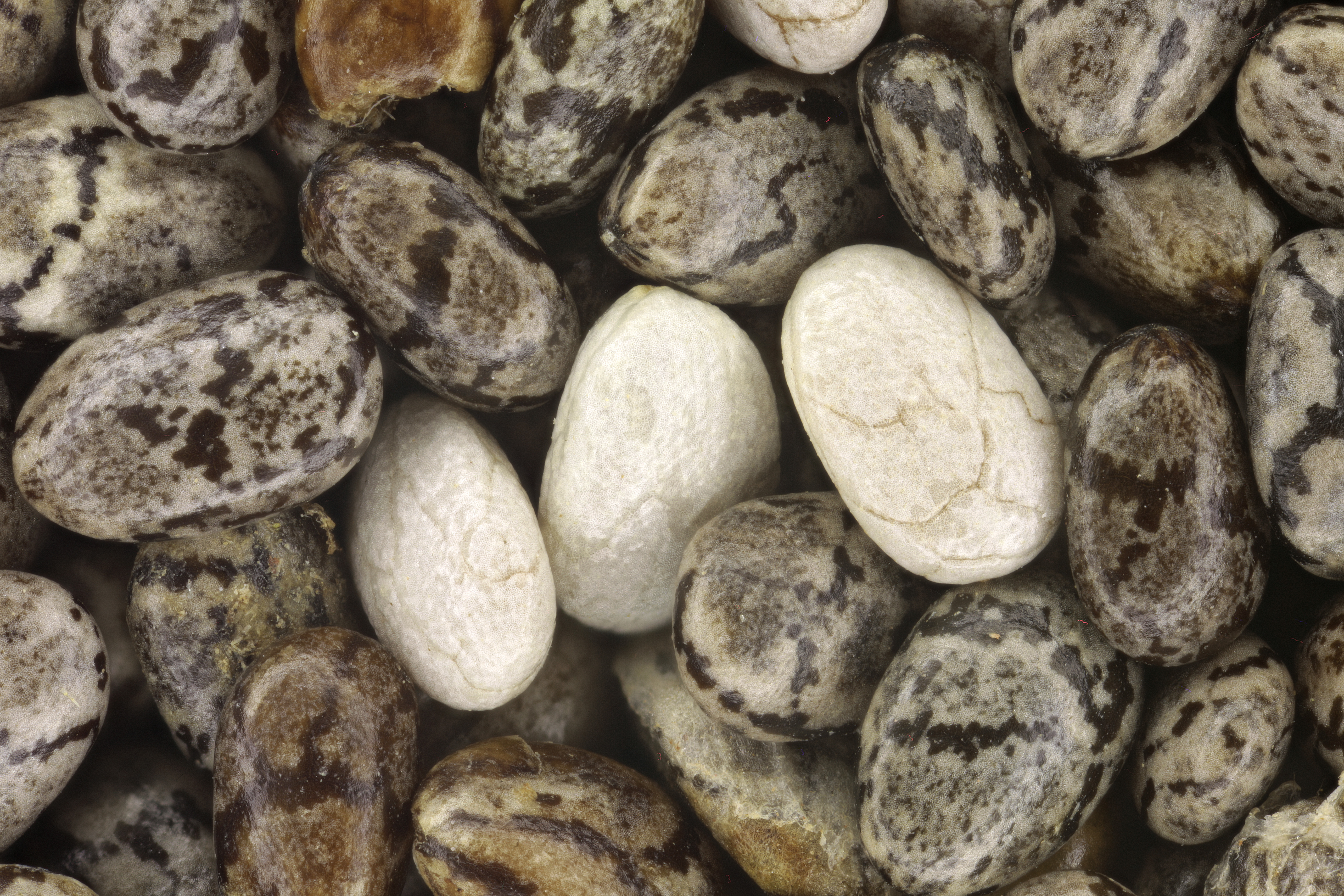
奇亞籽的一般顏色與細節特寫。

奇亞籽（英語：chia seed），又名奇異籽或歐鼠尾草籽，是常見來自於唇形科的芡歐鼠尾草的種子。其他被指為「奇亞」的植物包括黃金奇亞（飛鴿鼠尾草），及開花的草本植物 — 多年生的鼠尾草屬，那是不需要種子及栽培。飛鴿鼠尾草的種子可用於食用和藥用。
在16世紀的曼多撒手抄本提供了前哥倫布時期阿茲特克人栽種的證據，及經濟史學家說奇亞籽跟作為糧食的玉米一樣重要。奇亞籽作為主食是墨西哥中部的納瓦特（阿茲特克人）的文化。耶穌會記錄者把奇亞籽列為阿茲特克文化的三大重要產物，僅次於玉米和豆類，並在苋属之前。阿茲特克神職人員的獻祭經常以奇亞籽支付。
原粒或整個奇亞籽仍在巴拉圭、玻利維亞、阿根廷、墨西哥及危地馬拉作為營養食物和飲料。時至今日，奇亞籽於其危地馬拉及墨西哥中部的發源地仍有一個小規模種植，而在阿根廷、玻利維亞、厄瓜多爾、危地馬拉及墨西哥也有商業化的種植。

## 描述

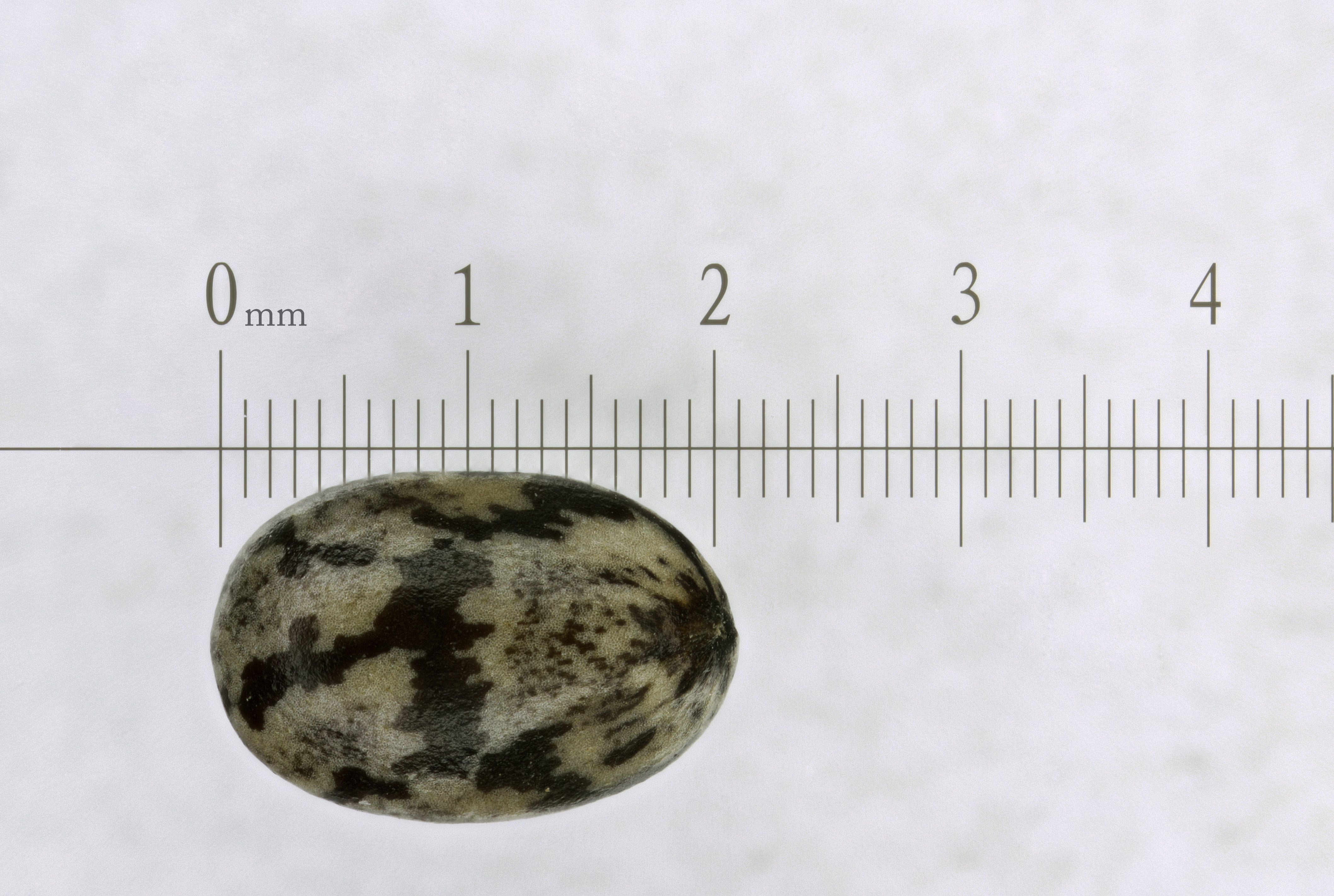
奇亞籽

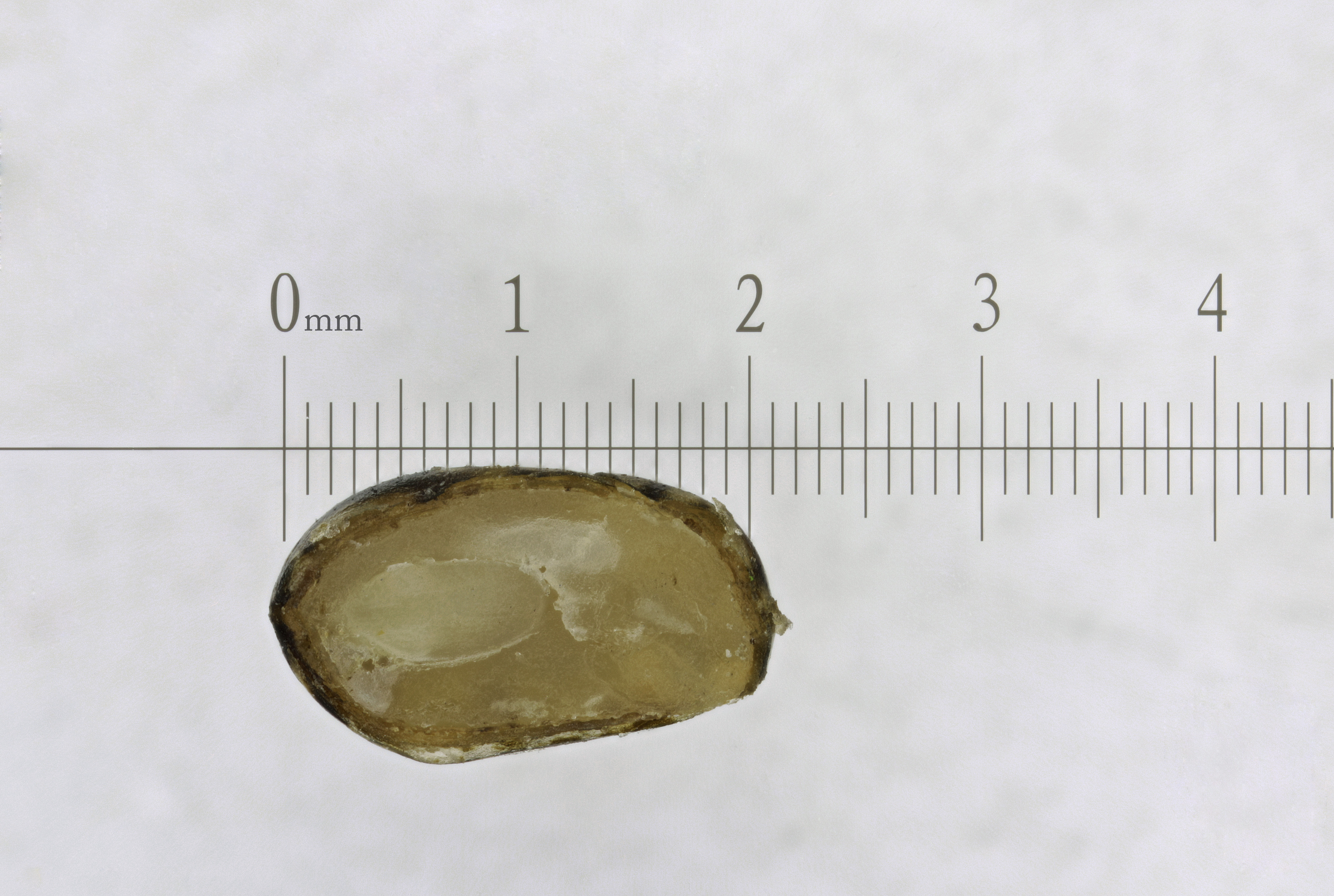
奇亞籽的橫切面

奇亞籽於商業上的種植是為了取得其種子，作為食物的它蘊含豐富的ω-3脂肪酸，因為種子能生產25-30％的可萃取油，當中包括Α-亞麻酸。油分的脂肪的組成比例為：55%的ω-3脂肪酸，18%的ω-6脂肪酸，6%的ω-9脂肪酸，和10%的飽和脂肪。
典型地，奇亞籽的直徑約為1mm（0.039 英寸），呈小橢圓形，顏色是斑駁色，帶有棕色、灰色、黑色和白色。它具親水性，浸泡時能夠吸收其重量12倍的液體。浸泡時，種子表面會形成黏液塗層，使奇亞籽飲料有一種獨特的凝膠質感。
奇亞籽大部分被鑑定為芡歐鼠尾草。在今天，奇亞籽於墨西哥、危地馬拉、玻利維亞、阿根廷、厄瓜多爾，尼加拉瓜和澳大利亞的本土商業上的種植和消費。奇亞籽的新品種專利已於肯塔基州開發，並在美國北部栽培。
種子產量取決於
品種、栽培方式及地理位置的生長條件。例如，阿根廷商業農地的產量比哥倫比亞的會有每公頃450至1,250公斤的不同。一個小規模的研究指厄瓜多爾安第斯山谷之間三個奇亞籽品種的種植產量高達每公頃2,300公斤，顯示有利的生長環境和品種的互動能產生如此高的產量。對產量影響來說，基因型比蛋白質含量、油分含量、脂肪酸組成物、或酚類化合物的影響較大，而高溫降低了油含量和不飽和度，並提高了蛋白質含量。

### 營養成分和用途
每100克的奇亞籽有豐富的維生素B、硫胺和烟酸（每日數值分別為54%和59%），以及核黃素及葉酸的良好來源（分別為14％和12％）。相同分量的奇亞籽也是膳食礦物質的豐富來源，如鈣、鐵、鎂、錳、磷、鋅（每日數值超過20%）、纖維、蛋白質，抗氧化劑和omega-3。
奇亞籽可以加入其他食物當中作為頂部裝飾，或可加入營養麥片、能量棒、穀麥棒、墨西哥薄餅、麵包、乳酪和冰沙。2009年，歐盟批准了奇亞籽作為一種「新型食品」，允許奇亞籽佔麵包產品的總量的5％。在伊朗，奇亞籽（tokhm-e-sharbatī）的意思是“飲料種子”，是用於製作一種稱為「冰凍果子露」的冷飲。
奇亞籽也可以製作成為一種明膠狀的物質或生吃。那些來自種子的明膠可用於取代蛋糕中多達25％的蛋和油的含量，同時提供其他營養素。
奇亞籽油也可以是保養品原料的一種，研究顯示具有舒緩皮膚乾癢、滋潤肌膚、抗氧化等功效。

### 初步健康研究
雖然初步研究顯示食用奇亞籽對健康有潛在的益處，但這項研究依然存在稀疏而不確定。在2015年的系統綜述中，大部分研究均沒有顯示統計學上食用奇亞籽對人類的心血管危機有顯著的影響。

### 藥物相互作用
迄今為止，沒有證據表明食用奇亞籽對處方藥物有相互作用或不良反應。

## 裝飾和新興使用

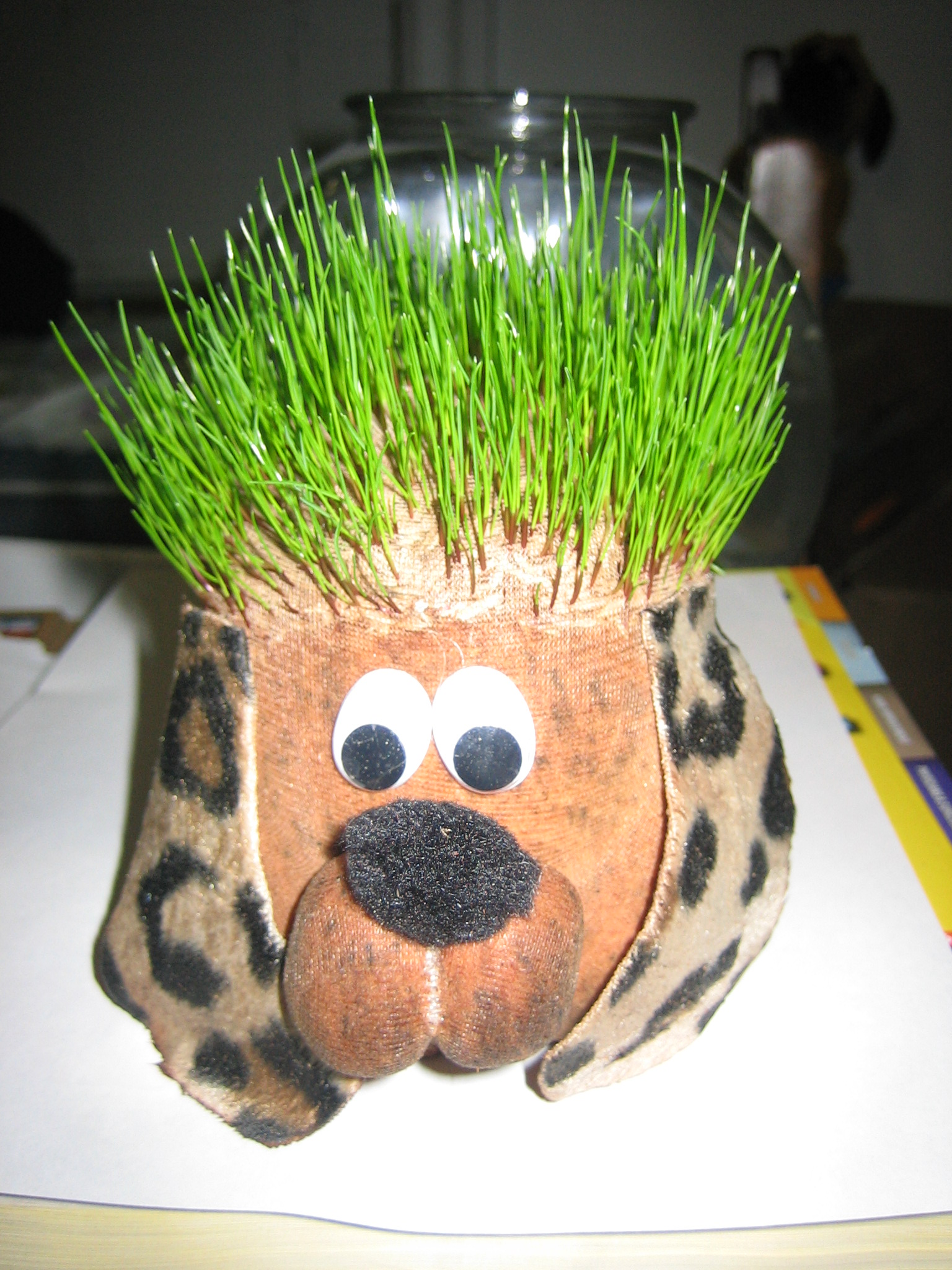
奇亞寵物

在1970年代的美國，奇亞籽的第一次銷售風潮來自於奇亞寵物。這些「寵物」以粘土成型，作為奇亞籽盆栽種植的基座；然後人們為「寵物」澆水，種子會發芽並以寵物毛髮的形式生長，覆蓋「寵物」的頭部。在美國，一年大約售出500,000隻奇亞寵物，作為新興事物或觀葉植物。